# Bastegölen (Tuna socken, Småland)
Bastegölen är en sjö i Vimmerby kommun i Småland och ingår i Marströmmens huvudavrinningsområde.